# سكوت فليندرز
سكوت فليندرز (بالإنجليزية: Scott Flinders)‏ هو لاعب كرة قدم بريطاني في مركز حراسة المرمى، ولد في 12 يونيو 1986 في روثرهام ‏ في المملكة المتحدة. شارك مع منتخب إنجلترا تحت 20 سنة لكرة القدم. أما مع النوادي، فقد لعب مع برايتون أند هوف ألبيون وكريستال بالاس وماكليسفيلد تاون ونادي بارنسلي ونادي بلاكبول ونادي غيلينغهام ونادي فالكيرك ونادي هارتلبول يونايتد ونادي يورك سيتي ويوفل تاون.

## وصلات خارجية
- سكوت فليندرز على موقع قاعدة بيانات كرة القدم.إي يو (الإنجليزية)
- سكوت فليندرز على موقع Soccerbase.com (لاعب) (الإنجليزية)
- سكوت فليندرز على موقع Soccerway.com (الإنجليزية)